# Sumación de Cesàro

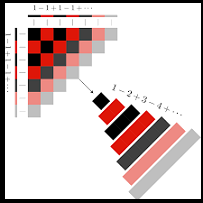
Diagramas matemáticos.

En el campo del análisis matemático, la sumación de Cesàro es un método alternativo de asignarle una suma a una serie infinita. Si la serie converge en la forma usual a una suma α, entonces la serie es sumable Cesàro y posee una suma de Cesàro α. La relevancia de la sumación de Cesàro es que es posible que una serie que diverge tenga una suma de Cesàro. Fue inventada por el analista italiano Ernesto Cesàro (1859-1906).

## Definición
Sea {an} una sucesión, siendo 
{\displaystyle s_{k}=a_{1}+\cdots +a_{k}}
la suma k–ésima de los primeros k términos de la serie
{\displaystyle s_{k}=\sum _{n=1}^{k}a_{n}}.
La sucesión {an} se denomina sumable Cesàro, con una suma de Cesàro α, si
{\displaystyle \lim _{n\to \infty }{\frac {s_{1}+\cdots +s_{n}}{n}}=\alpha }.

## Ejemplos
Sea an = (-1)n+1 para n ≥ 1. Es decir, {an} es la sucesión
{\displaystyle 1,-1,1,-1,\ldots }.
Entonces la sucesión de sumas parciales {sn} es
{\displaystyle 1,0,1,0,\ldots },
así que la serie, conocida como serie de Grandi, claramente no converge. Por otro lado, los términos de la secuencia {(s1 + ... + sn)/n} son
{\displaystyle {\frac {1}{1}},\,{\frac {1}{2}},\,{\frac {2}{3}},\,{\frac {2}{4}},\,{\frac {3}{5}},\,{\frac {3}{6}},\,{\frac {4}{7}},\,{\frac {4}{8}},\,\ldots },
así que 
{\displaystyle \lim _{n\to \infty }{\frac {s_{1}+\cdots +s_{n}}{n}}=1/2}.
Por tanto, la suma de Cesàro de la sucesión {an} es 1/2.

## Generalizaciones
En 1890, Ernesto Cesàro mencionó una familia más amplia de métodos de sumación desde entonces llamada (C, n) para enteros no negativos n. El método (C, 0) es la suma ordinaria, y (C, 1) es la sumación de Cesàro tal como está descrita más arriba.
Los métodos de orden superior son descritos como sigue: Dada una serie Σan, sean las cantidades
{\displaystyle A_{n}^{-1}=a_{n};A_{n}^{\alpha }=\sum _{k=0}^{n}A_{k}^{\alpha -1}}
y sea Enα = Anα para la serie 1 + 0 + 0 + 0 + · · ·. Entonces la suma (C, α) de Σan es
{\displaystyle \lim _{n\to \infty }{\frac {A_{n}^{\alpha }}{E_{n}^{\alpha }}}}
en caso de existir.